# .kh
.khは国別コードトップレベルドメイン（ccTLD）の一つで、カンボジアに割り当てられている。ドメイン名の.khは、クメール(Khmer)に由来する。

## 第二レベルドメイン
登録は第二レベルに行われるが、第三レベルにも同じ名前をつける場合、第二レベルへも登録できる。
- per.kh 個人名
- com.kh 商業機関
- edu.kh 教育機関
- gov.kh 政府機関
- mil.kh 軍事機関
- net.kh ネットワークサービスプロバイダ
- org.kh 非営利組織